# Hororata
Hororata est une petite localité du coin nord-ouest des Plaines de Canterbury dans l’Île du Sud de la Nouvelle-Zélande.

## Situation
Elle est située à 15 kilomètres au sud-ouest de la ville de Darfield, à cinq kilomètres au sud de la ville de Glentunnel, et à 50 kilomètres à l’ouest de la capitale régionale Christchurch, sur les berges de la rivière Hororata.

## Histoire
Hororata a subi quelques dommages lors du tremblement de terre de 2010 (séisme de 2010 à Canterbury) survenu le 4 septembre 2010. 
Les bâtiments les plus importants de la ville et en particulier, l’église anglicane de St. John, furent sévèrement affectés et une partie de ses tours s’effondrèrent sur le toit de l’église.
Le premier ministre de Nouvelle-Zélande du XIXe siècle : John Hall et son frère aîné George Williamson Hall (en) furent enterrés dans le cimetière St. John.